# Димитриан Веронский
Димитриан — второй епископ Вероны. Дни памяти — 11 мая и 15 мая.
Согласно официальной хронике епархии, имя святого Димитриана фигурирует после имени святого Евпреприя и перед именем святого Симплиция. Имя святого Димитриана  может указывать на его греческое происхождение. Согласно преданию, святой был известен многими добродетелями.
В Catalogus Sanctorum Ecclesiae Veronensis епископ Франко Сегала (Franco Segala) не расшифровывает похвалу святому из Мартиролога церкви Вероны: 
Veronae sancti Dimitriani eiusdem civitatis episcopi (qui cum omnium episcopalium virtutum esset exemplar, etiam vivens, vir sanctus est appellatus).
Точная дата кончины святого неизвестна — это 11 или 15 мая. Из древнего пергамента мы знаем, что он был похоронен в склепе церкви Святого Стефана.